# Psednos andriashevi
Psednos andriashevi és una espècie de peix pertanyent a la família dels lipàrids.

## Descripció
- Fa 5,3 cm de llargària màxima.
- Nombre de vèrtebres: 47.
- Aleta pectoral curta.[5]

## Hàbitat
És un peix marí i batipelàgic que viu fins als 800 m de fondària.

## Distribució geogràfica
Es troba a l'Atlàntic nord-oriental: l'oest d'Irlanda.

## Observacions
És inofensiu per als humans.